# ヤブヘビイチゴ
ヤブヘビイチゴ（藪蛇苺、学名: Potentilla indica）は、バラ科キジムシロ属の多年草。以前は、ヘビイチゴと共にヘビイチゴ属（Duchesnea）に分類され、Duchesnea indica の学名が与えられていた。種小名の indica は、ラテン語で「インドの」という意味である。

## 形態・生態
イチゴ（オランダイチゴ属）と似た葉や果実を持つが、異なる属に分類され、白色あるいは薄ピンク色の花を付けるイチゴとは異なり、黄色の花を付ける。
匍匐茎を出して地面を這って伸び、根を付けそれぞれの節にクラウンが生じる。葉は三出複葉、楕円形の小葉には細かい鋸歯があって深緑、しばしば冬の間持続される。
黄色の花は春中頃に咲き、その後成長シーズンを通じて散発的に咲く。果実は白色あるいは赤色で、赤い種子のような痩果で全体が覆われている。この果実は食べられるが、味はほとんどしない。
ヘビイチゴに比べて一般的に葉や果実は大きい。ヘビイチゴと同じようなところに混生するが、光沢のない花床をもつヘビイチゴに対して、ヤブヘビイチゴは強い光沢があるので容易に区別がつく。また、ヤブヘビイチゴは萼より副萼片の大きい。

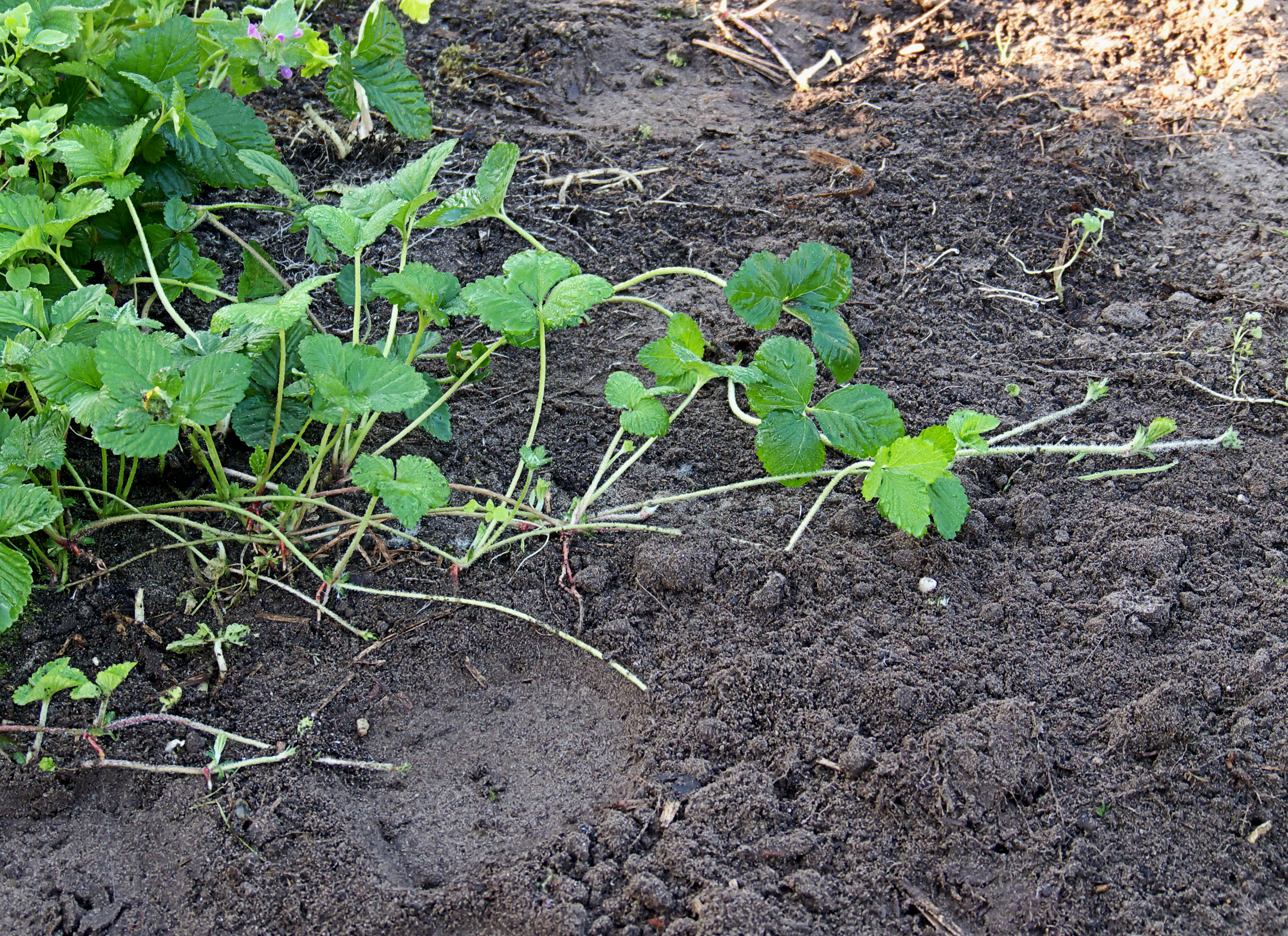
匍匐茎
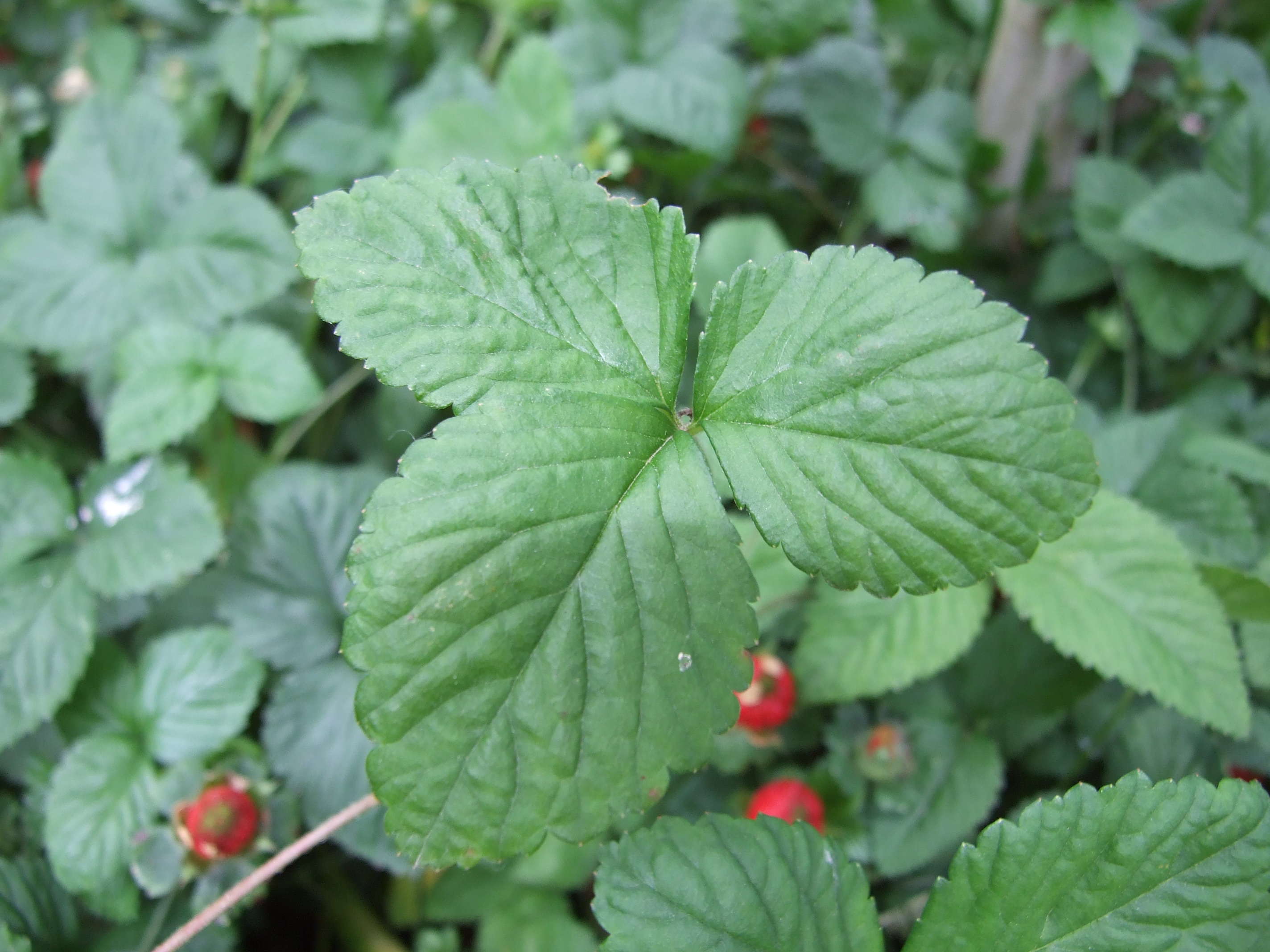
葉
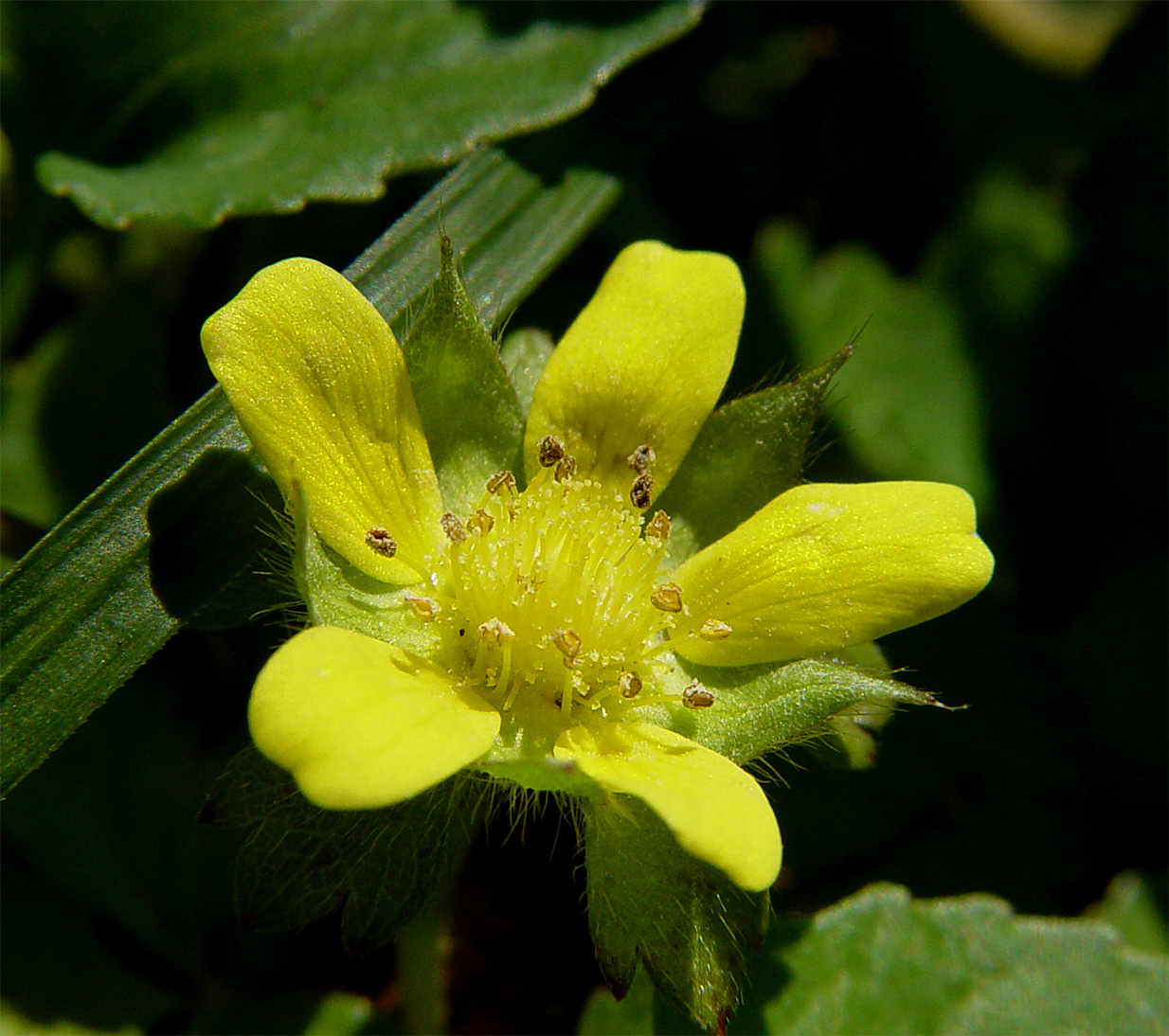
花
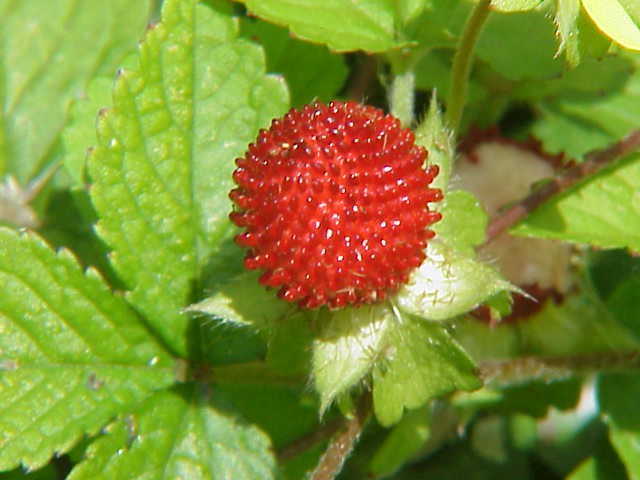
果実
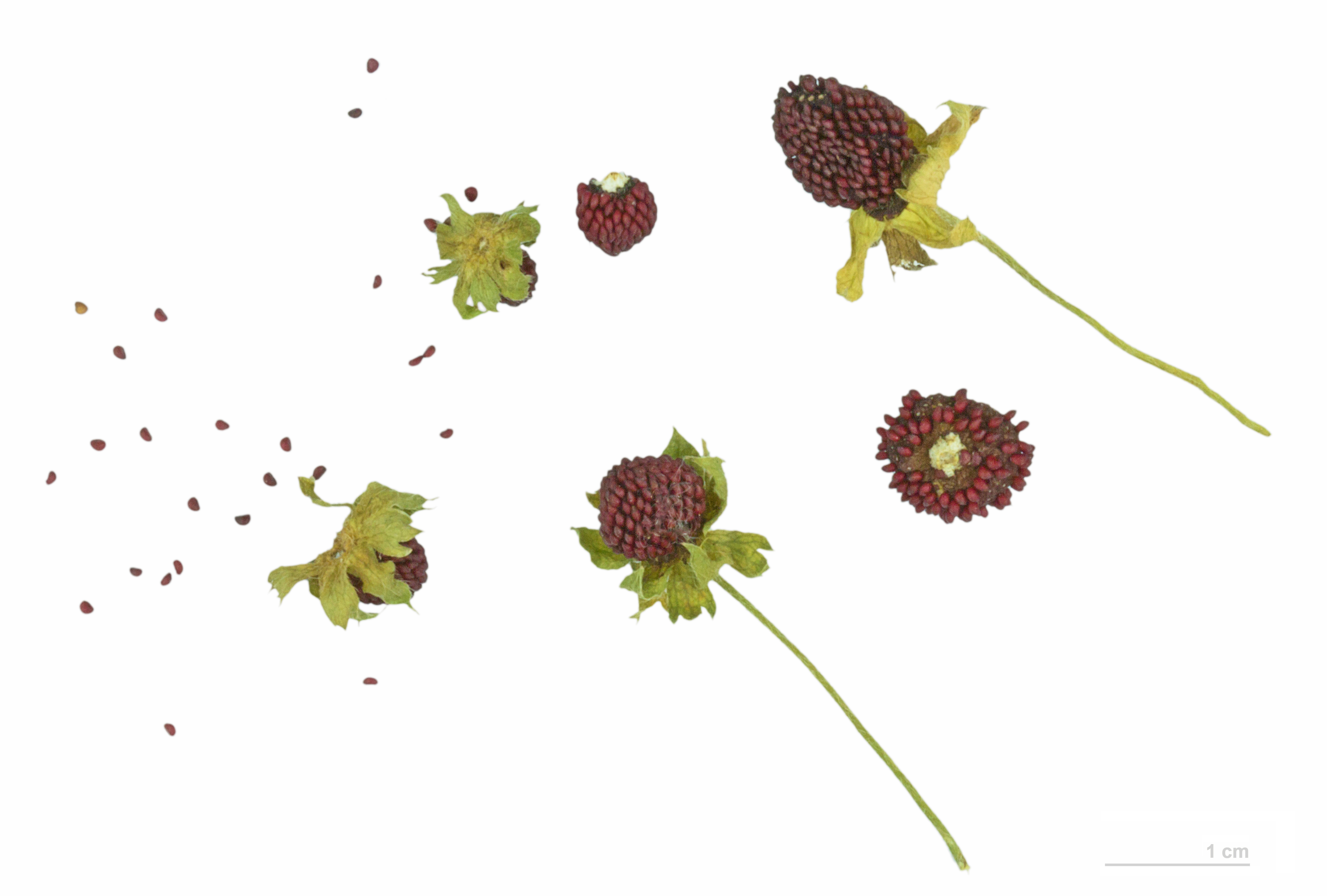
痩果

## 分布
東アジアおよび南アジア原産であるが、その他多くの地域に園芸植物として導入されている。ヤブヘビイチゴはアメリカ合衆国東部を含む多くの地域に帰化しており、一部の地域では有害雑草と見なされている。

## 分類
最近の遺伝的証拠は、ヘビイチゴ属 (Duchesnea) はキジムシロ属 (Potentilla) に含めたほうがよいことを示しているが、現在のところほとんどの情報源がまだこの種をヘビイチゴ属として載せている。

### シノニム
- Duchesnea fragarioides Sm.
- Duchesnea fragiformis D.Don [1825]
- Duchesnea indica var. major Makino
- Duchesnea major (Makino) Makino [1921]
- Fragaria indica Andrews [1897]
- Fragaria malayana Roxb. [1814]
- Fragaria nilagirica Zenker [1835]
- Fragaria roxburghii Wight & Arn. [1839]
- Potentilla denticulosa Ser. in DC. [1825]
- Potentilla wallichiana Ser. in DC. [1825]

### 変種・品種
- Potentilla indica (Andr.) Focke var. microphylla Yu et Ku（中国名: 小叶蛇莓）
- ヤブヘビイチゴ Potentilla indica f. indica
- シロミノヤブヘビイチゴ Potentilla indica f. albocaput Naruhashi

### 雑種
ヘビイチゴとヤブヘビイチゴとの雑種は、アイノコヘビイチゴ（Potentilla × harakurosawae（Naruh. & M. Sugim.）H. Ohashi）と呼ばれる。ヘビイチゴは染色体数が14本の2倍体（2n = 14）であり、染色体数が84本の12倍体（2n = 84）であるヤブヘビイチゴとの雑種には、7倍体（2n = 49）あるいは8倍体（2n = 56）のものがある。7倍体雑種は両種の中間的な形質を示し、偽果も痩果もできない。